# 네페르카민 아누

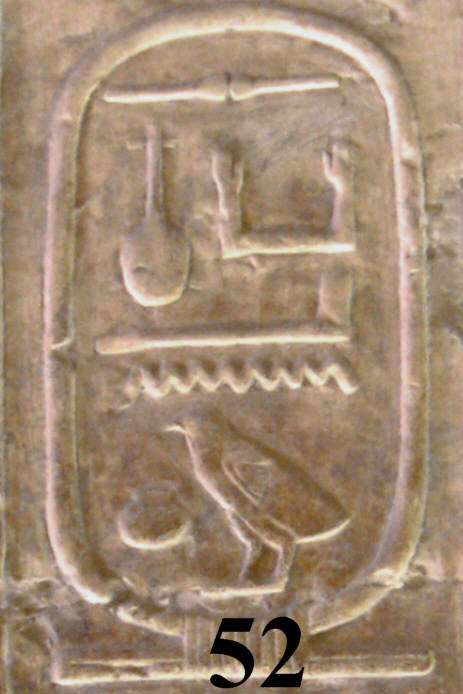

네페르카민 아누는 이집트 제1중간기의 파라오이다.
그의 존재는 아비도스 왕 목록과 토리노 파피루스에서만 찾을 수 있다. 토리노 파피루스에는 파라오들의 재위기간이 명시되어 있지만, 네페르카민 아누의 재위기간은 나와있지 않다.
| 전임 네페르카레 페피세네브 ? | 이집트 제8왕조의 파라오 ? | 후임 카카레 이비 ? |